# Phương pháp chụp sốc
Trong động lực học chất lưu tính toán, các phương pháp chụp sốc là một loại kỹ thuật sử dụng cho việc tính toán dòng chảy không nhớt với sóng xung kích (shock waves). Tính toán dòng chảy đi kèm sóng xung kích là một nhiệm vụ cực kỳ khó khăn bởi vì những dòng chảy như vậy sẽ dẫn đến những thay đổi đột ngột và liên tục của các biến dòng chảy như là áp suất, nhiệt độ, mật độ và vận tốc.

## Giải thích
Trong cách tiếp cận chụp sốc các phương trình chi phối của dòng không nhớt (phương trình Euler) được xây dựng dưới dạng bảo toàn và bất kỳ sóng xung kích hoặc sự gián đoạn nào đều được tính toán như là một phần của lời giải. Ở đây, không có sự đối xử đặc biệt nào được sử dụng để tính toán cho riêng cú sốc. Điều này trái ngược với các phương pháp điều chỉnh sốc, trong đó các sóng xung kích được giới thiệu một cách rõ ràng trong lời giải bằng cách sử dụng các mối quan hệ sốc thích hợp (những mối quan hệ Rankine-Hugoniot).
Các phương pháp chụp sốc là tương đối đơn giản so với các phương pháp điều chỉnh sốc được coi công phu hơn. Tuy nhiên, các sóng xung kích được dự đoán bằng các phương pháp chụp sốc thường không sắc nét và bị vết đen trên một số điểm lưới. Ngoài ra, các phương pháp chụp sốc cổ điển có nhược điểm là nhiều dao động phi vật lý (hiện tượng Gibbs) có thể phát triển gần những cú sốc mạnh.

## Phương trình Euler
Các phương trình Euler là các phương trình chi phối cho dòng chảy không nhớt. Để thực hiện các phương pháp chụp sốc, dạng bảo toàn của các phương trình Euler được sử dụng. Đối với một dòng chảy không có truyền nhiệt bên ngoài và truyền công (dòng chảy đẳng năng lượng), dạng bảo toàn của phương trình Euler trong hệ tọa độ Descartes được viết như sau:
{\displaystyle {\frac {\partial {\mathbf {U} }}{\partial t}}+{\frac {\partial {\mathbf {F} }}{\partial x}}+{\frac {\partial {\mathbf {G} }}{\partial y}}+{\frac {\partial {\mathbf {H} }}{\partial z}}=0}
trong đó các vector U, F, G, và H được cho bởi:
{\displaystyle {\mathbf {U} }=\left[{\begin{array}{c}\rho \\\rho u\\\rho v\\\rho w\\\rho e_{t}\\\end{array}}\right]\quad {\mathbf {F} }=\left[{\begin{array}{c}\rho u\\\rho u^{2}+p\\\rho uv\\\rho uw\\(\rho e_{t}+p)u\\\end{array}}\right]\quad {\mathbf {G} }=\left[{\begin{array}{c}\rho v\\\rho vu\\\rho v^{2}+p\\\rho vw\\(\rho e_{t}+p)v\\\end{array}}\right]\quad {\mathbf {H} }=\left[{\begin{array}{c}\rho w\\\rho wu\\\rho wv\\\rho w^{2}+p\\(\rho e_{t}+p)w\\\end{array}}\right]\qquad }
trong đó {\displaystyle e_{t}} là tổng năng lượng (năng lượng nội tại + động năng + thế năng) trên mỗi đơn vị khối lượng, do đó:
{\displaystyle e_{t}=e+{\frac {u^{2}+v^{2}+w^{2}}{2}}+gz}
Phương trình Euler có thể được tích hợp với các phương pháp chụp-sốc bất kỳ sẵn có để tìm được lời giải.

## Các phương pháp chụp sốc cổ điển và hiện đại
Từ quan điểm lịch sử, các phương pháp chụp sốc có thể được phân chia thành hai loại chính: Tức là, các phương pháp cổ điển và các phương pháp chụp sốc hiện đại (còn được gọi là lược đồ độ phân giải cao). Các phương pháp chụp sốc hiện đại thường dựa trên lược đồ upwind (theo chiều gió thổi) tương phản với sự rời rạc hóa đối xứng hoặc trung tâm trong các phương pháp cổ điển. Lược đồ sai phân loại upwind cố gắng để rời rạc hóa phương trình vi phân từng phần hyperbolic bằng cách sử dụng sai phân dựa theo hướng được xác định bởi dấu của tốc độ đặc trưng. Mặt khác, các lược đồ đối xứng hoặc trung tâm không xem xét bất kỳ thông tin nào về sự truyền sóng trong quá trình rời rạc hóa.
Không phụ thuộc vào loại của lược đồ chụp sốc được sử dụng, một sự tính toán ổn định trong sự hiện diện của sóng xung kích đòi hỏi một lượng nhất định của sự tiêu tán số (sự tiêu tán do sai số xấp xỉ), để tránh sự hình thành của các dao động số phi vật lý. Trong trường hợp của các phương pháp chụp sốc cổ điển, số hạng tiêu tán số thường là tuyến tính và những giá trị giống nhau được áp dụng thống nhất tại tất cả các điểm lưới. Các phương pháp chụp sốc cổ điển chỉ cho ra kết quả chính xác trong trường hợp lời giải trơn tru và sốc-yếu, nhưng khi sóng xung kích mạnh hiện diện trong lời giải, những bất ổn phi tuyến tính và các dao động có thể nảy sinh tại những vị trí gián đoạn (không liên tục). Tuy nhiên các phương pháp chụp sốc hiện đại có sự tiêu tán số phi tuyến tính, với một cơ chế phản hồi tự động có thể điều chỉnh lượng tiêu tán trong bất kỳ ô lưới nào, phù hợp với các gradient trong lời giải. Những lược đồ này đã được chứng minh là ổn định và chính xác ngay cả đối với những bài toán có chứa sóng xung kích mạnh.
Một số phương pháp sốc chụp cổ điển nổi tiếng như là phương pháp MacCormack (sử dụng lược đồ rời rạc hóa cho lời giải số của phương trình vi phân từng phần hyperbolic), phương pháp Lax-Wendroff (dựa trên sai phân hữu hạn, sử dụng phương pháp số cho việc tìm lời giải của phương trình vi phân từng phần hyperbolic), và phương pháp Beam-Warming. Ví dụ về các lược đồ chụp sốc hiện đại bao gồm lược đồ giảm tổng biến đổi bậc cao (TVD) được đề xuất đầu tiên bởi Harten, lược đồ vận chuyển thông lượng hiệu chỉnh được giới thiệu bởi Boris và Book, lược đồ Monotonic Upstream-centered cho các định luật bảo toàn (MUSCL) dựa trên cách tiếp cận Godunov và được giới thiệu bởi van Leer, nhiều lược đồ phi dao động về mặt bản chất (ENO) được đề xuất bởi Harten và những người khác., và phương pháp Parabolic từng phần (PPM) được đề xuất bởi Woodward và Colella. Một loại lược đồ độ phân giải cao quan trọng nữa đó là bộ giải gần đúng Riemann đề xuất bởi Roe và Osher. Lược đồ đề xuất bởi Jameson và Baker, trong đó số hạng tiêu tán số tuyến tính phụ thuộc vào hàm chuyển mạch phi tuyến tính,được xếp vào giữa các phương pháp chụp sốc cổ điển và hiện đại.

### Sách
- Anderson, J. D., "Modern Compressible Flow with Historical Perspective", McGraw-Hill (2004).
- Hirsch, C., "Numerical Computation of Internal and External Flows", Vol. II, 2nd ed., Butterworth-Heinemann (2007).
- Laney, C. B., "Computational Gasdynamics", Cambridge Univ. Press 1998).
- LeVeque, R. J., "Numerical Methods for Conservation Laws", Birkhauser-Verlag (1992).
- Tannehill, J. C., Anderson, D. A., and Pletcher, R. H., "Computational Fluid Dynamics and Heat Transfer", 2nd ed., Taylor & Francis (1997).
- Toro, E. F., "Riemann Solvers and Numerical Methods for Fluid Dynamics", 2nd ed., Springer-Verlag (1999).

### Báo kỹ thuật
- Boris, J. P. and Book, D. L., "Flux-Corrected Transport III. Minimal Error FCT Algorithms", J. Comput. Phys., 20, 397–431 (1976).
- Colella, P. and Woodward, P., "The Piecewise parabolic Method (PPM) for Gasdynamical Simulations", J. Comput. Phys., 54, 174–201 (1984).
- Godunov, S. K., "A Difference Scheme for Numerical Computation of Discontinuous Solution of Hyperbolic Equations", Math. Sbornik, 47, 271–306 (1959).
- Harten, A., "High Resolution Schemes for Hyperbolic Conservation Laws", J. Comput. Phys., 49, 357–293 (1983).
- Harten, A., Engquist, B., Osher, S., and Chakravarthy, S. R., "Uniformly High Order Accurate Essentially Non-Oscillatory Schemes III", J. Comput. Phys., 71, 231–303 (1987).
- Jameson, A. and Baker, T., "Solution of the Euler Equations for Complex Configurations", AIAA Paper, 83–1929 (1983).
- MacCormack, R. W., "The Effect of Viscosity in Hypervelocity Impact Cratering", AIAA Paper, 69–354 (1969).
- Roe, P. L., "Approximate Riemann Solvers, Parameter Vectors and Difference Schemes", J. Comput. Phys. 43, 357–372 (1981).
- Shu, C.-W., Osher, S., "Efficient Implementation of Essentially Non-Oscillatory Shock Capturing Schemes", J. Comput. Phys., 77, 439–471 (1988).
- van Leer, B., "Towards the Ultimate Conservative Difference Scheme V; A Second-order Sequel to Godunov's Sequel", J. Comput. Phys., 32, 101–136, (1979).